# Васил Мутафов
Васил Хаджинаков Мутафов (изписване до 1945 година: Васил хаджи Наковъ Мутафовъ) е български военен и революционер, войвода на Македонския комитет.

## Биография
Мутафов е роден през 1868 година в Шумен в семейството на революционера Хаджи Нано (Нако Мутафов) от Шумен, доброволец в Сръбско-турската война през 1876 и опълченец в Руско-турската война от 1877 – 1878 година. В 1887 година завършва с отличие Шуменската гимназия, а на 2 август 1890 година - Военното на Негово Княжеско Височество училище в София и е произведен в чин подпоручик. Служи в 5-и артилерийски полк и в крепостния батальон в Шумен и Видин. Произведен е в чин поручик. Участва в подготовката на Четническата акция от 1895 година. Васил Мутафов влиза в първия от четирите големи отряда – Струмишката дружина от 160 души, начело с поручик Петър Начев, която трябва да нападне Струмица и да унищожи артилерийското поделение там. Струмишката дружина минава границата при Царево село на 18 юни. Поручик Начев се разболява и за да не бъде в тежест се самоубива, а командването е поето от Васил Мутафов. На 21 юни при село Карагьозли дружината води сражение и дава една жертва. Друго голямо сражение става при село Сушица, което продължава цял ден, и в което падат осем въстаници. При село Габрово отрядът е обграден и след ново тежко сражение пробива обръча с атака, при която загиват десет души, а част от четниците се разпръсват. На 7 юли 1895 година Струмишката дружина води сражение при село Дебочица, в което загива поручик Мутафов и командването е поето от поручик Йордан Венедиков, който със сражения връща оцелелите 75 души в България.
Мутафов пише стихове, част от които са публикувани посмъртно в 1942 година.
Името „Поручик Мутафов“ носи Шуменското македонско благотворително братство.